# Robert Haswell

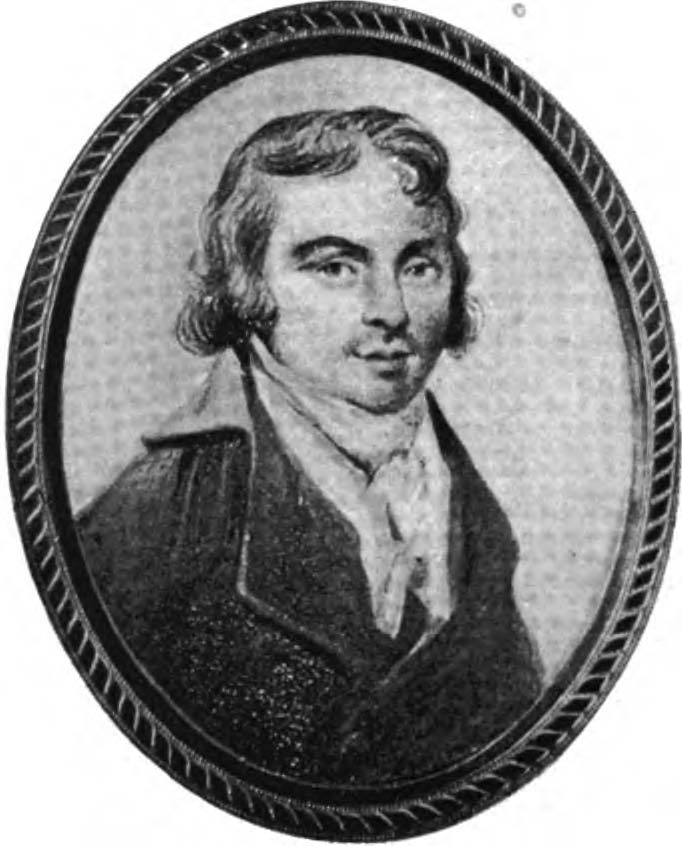
Robert Haswell

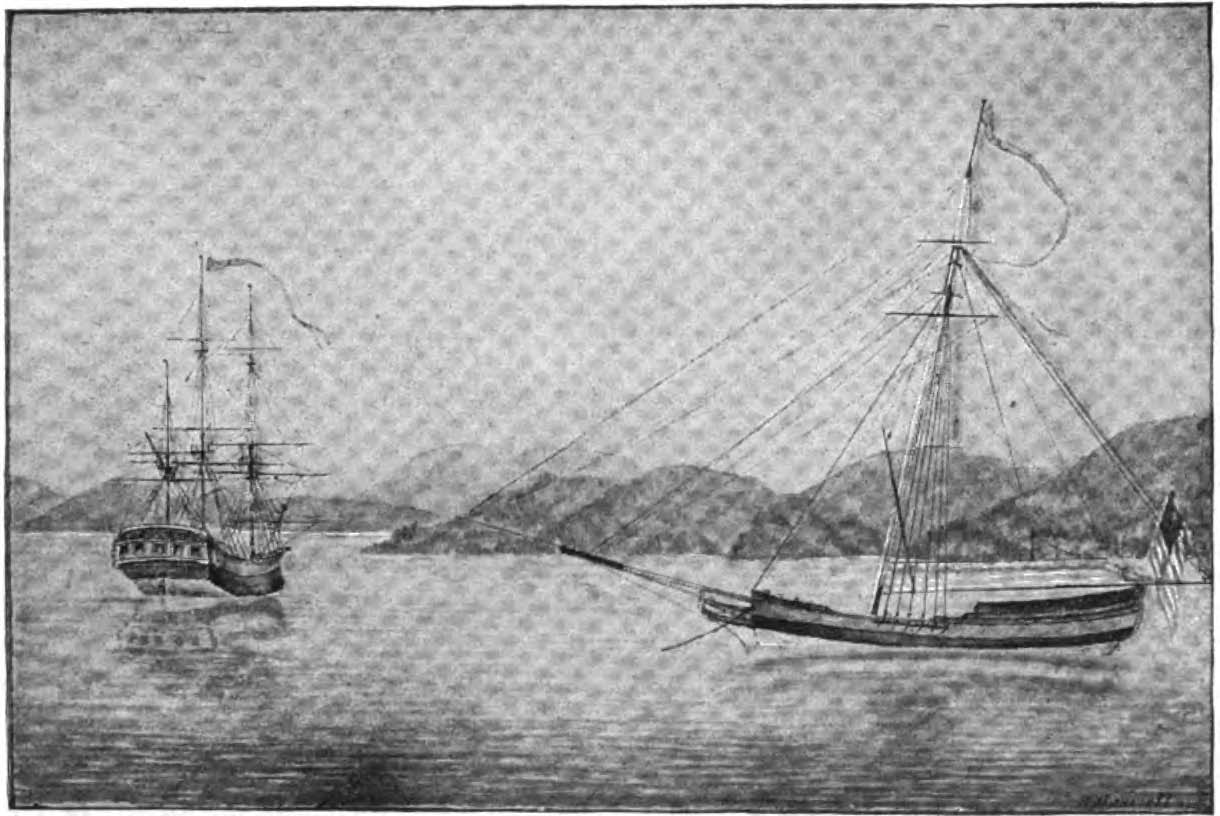
Haswells Zeichnung der Schiffe Columbia und Lady Washington aus seinem Journal

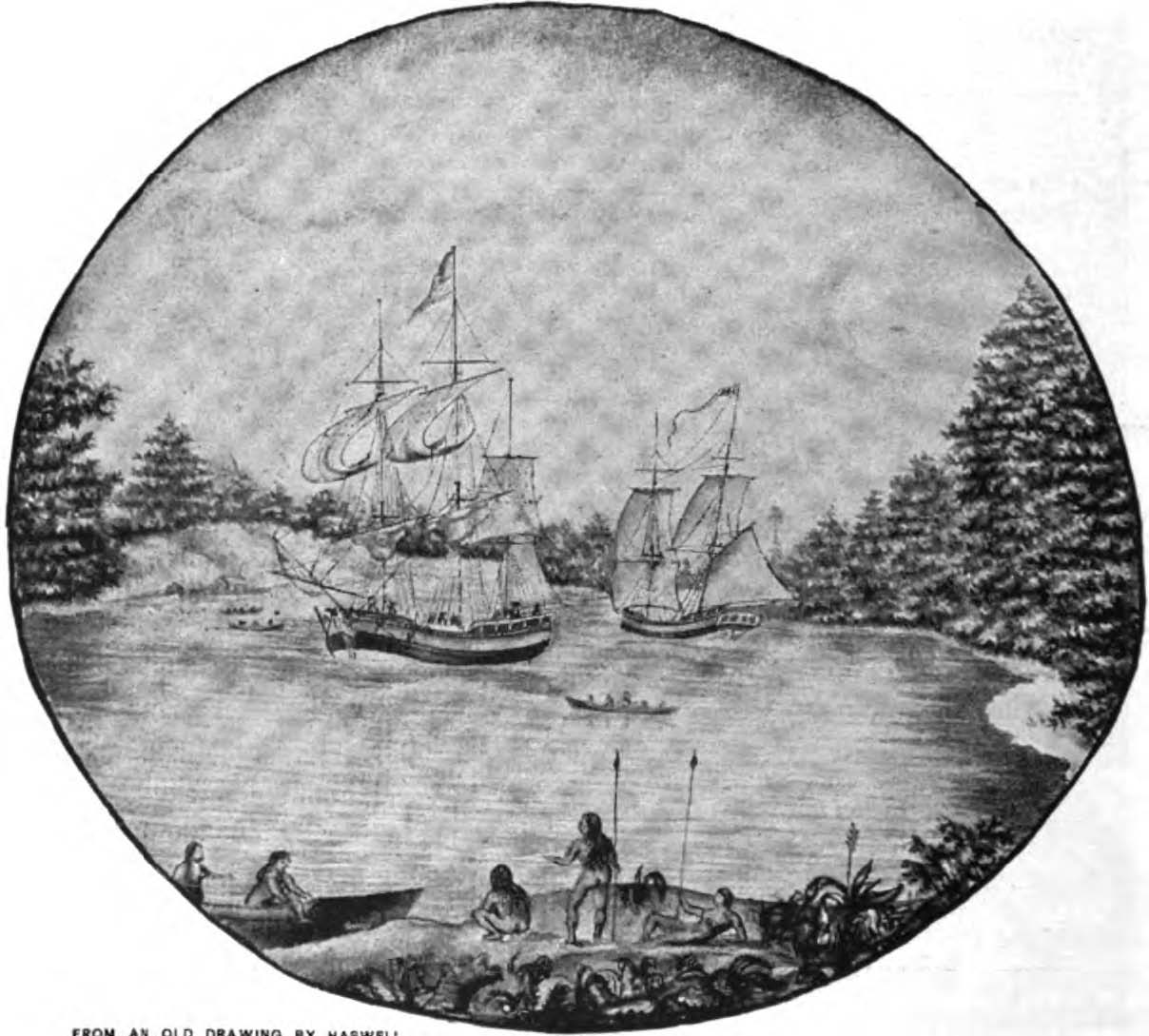
Haswells Zeichnung der Schiffe Columbia und Northwest aus seinem zweiten Journal

Robert Haswell (* 24. November 1768; † nach dem 10. Oktober 1801) war einer der amerikanischen Händler, die im Nordpazifik des späten 18. Jahrhunderts tätig waren. Seine Journale sind eine der Hauptquellen für die Reisen Robert Grays, des ersten US-Amerikaners, der die Erde umsegelte. Haswell nahm auch am Quasi-Krieg, einem nicht formal erklärten Krieg zwischen Frankreich und den USA teil.

## Herkunft und Umzug nach England
Robert Haswell wurde wahrscheinlich in Hull in Massachusetts als ältester Sohn des Lieutenant der Royal Navy William Haswell und seiner zweiten Frau Rachel Woodward geboren. Beide Eltern entstammten Familien mit Seefahrertradition. William Haswell wurde während des Amerikanischen Unabhängigkeitskriegs in Hull unter Hausarrest gestellt, dann in Hingham und in Abington interniert. 1778 wurde die Familie über Halifax nach England geschickt, wo sie in Kingston upon Hull lebte. Bis die britische Regierung seine Besitzverluste in Amerika ausglich musste die Familie äußerst sparsam leben.

## Pelzhändler im Nordpazifik
Unklar ist, wie Robert Haswell Seemann wurde, doch im Dezember 1787 lebte er in Boston und heuerte als Dritter Maat auf der Columbia Rediviva an, mit dem Ziel Nordpazifik. Dort sollte ein florierender Pelzhandel bestehen, an dem sich Joseph Barrell und fünf weitere Bostoner Investoren beteiligen wollten. Nach Streitigkeiten mit Kapitän John Kendrick auf der Höhe der Falkland-Inseln wechselte er auf die Schaluppe Lady Washington, ein Schiff, das unter Führung von Robert Gray stand. Dort wurde Haswell Zweiter Maat. Diese Position hatte er auch inne, als das Schiff im September 1788 im Nootka Sound landete, an der Westküste der später Vancouver Island genannten Insel vor der kanadischen Pazifikküste.
Während das Hauptschiff bis zum nächsten Frühjahr im Nootka Sound vor Anker lag, unternahm Haswell Reisen ins Hinterland und lernte dabei auch Häuptling Maquinna und Callicum kennen. Er notierte eine Vielzahl von Vokabeln.
Im Juli 1789 tauschten Gray und Kendrick die Schiffe, und Haswell begleitete Gray nun auf der Columbia Rediviva. Sie segelten nach Hawaii und von dort nach Kanton, wo sie ihre Pelze verkauften. Über das Kap der Guten Hoffnung kehrten sie im August 1790 nach Boston zurück. Damit hatten sie die erste US-amerikanische Weltumsegelung absolviert.
Als die Columbia sechs Wochen später zu einer weiteren Reise aufbrach, war Haswell der Erste Maat. Das Schiff erreichte diesmal den Clayoquot Sound (5. Juni 1791), denn die Spanier hatten unter Francisco de Eliza im Nootka Sound eine Garnison errichtet. Diesmal überwinterte das Schiff auf Meares Island im Adventure Cove, Lemmens Inlet. Im März 1792 baute die Mannschaft die 45-Tonnen-Schaluppe Adventure, die Haswell führen sollte – sein erstes Kommando. Haswell segelte bis zu den Queen-Charlotte-Inseln nordwärts und lieferte dem ihm von Süden entgegenkommenden Gray im Nasparti Inlet die erbeuteten und ertauschten Fischotterfelle aus. Doch die Columbia lief auf einen Felsen auf und musste bei den Spaniern im Nootka Sound um Hilfe ersuchen. Der dortige Kommandant Juan Francisco de la Bodega y Quadra kam den Amerikanern entgegen und er kaufte ihnen im September die Schaluppe sogar ab – im Tausch gegen 75 erstklassige Otterfelle.
Haswell kehrte mit Gray, wieder als Erster Maat, im Juli 1793 nach Boston zurück.
Die Journale über die Fahrt errangen aufgrund ihrer Genauigkeit, mit der sie die Ureinwohner beschrieben, große Bekanntheit, so dass John Quincy Adams bereits bei Rückkehr der Columbia schrieb: „Einer der Passagiere, so heißt es, soll ein sehr genaues Journal der Reise geführt haben“ und schon 1791 schrieb David Humphreys in Portugal: „Ich bin von einem jungen Herrn aus Boston darüber informiert worden, dass von einem der Offiziere auf der Washington ein kluges und genaues Journal geführt worden ist.“ Dennoch wurde das Journal erst 1941 vollständig veröffentlicht.
Nach dieser Rückfahrt erhielt Haswell das Kommando über die Hannah für eine 27-Monats-Fahrt nach Ostindien, danach führte er die John Jay.
Am 1. Oktober 1798 heiratete er in Reading in Massachusetts Mary Cordis, die Schwester des Bootsmanns John Blake Cordis von der Columbia. Das Paar ging nach Charlestown, wo zwei Töchter namens Mary und Rebecca geboren wurden. Letztere war die Urgroßmutter des Dichters E. E. Cummings.

## Kriegsmarine und letzte Fahrten
Bei Beginn des Quasi-Kriegs gegen Frankreich wurde Haswell am 4. März 1799 Lieutenant in der United States Navy. Er tat seinen Kriegsdienst ab 1799 auf der Fregatte USS Boston als Seekadett. Beim Angriff auf die französische Korvette La Berceau im Oktober 1800 wurde Haswells Bruder Monty schwer verletzt. Haswell erhielt einen Anteil am Prisengeld.
Im April 1801 verließ Haswell die Navy und unternahm eine Handelsfahrt nach Indien. Dann übernahm er das Kommando der Louisa, auf der er in den Nordwesten bis nach China fuhr. Das Schiff kam jedoch nie an.